# 263

263(이백육십삼)은 262보다 크고 264보다 작은 자연수다.

## 수학
- 56번째 소수(素數)다. 앞의 소수는 257, 다음 소수는 269다.
  - 12번째 안전 소수(↔ 131)다. 앞의 안전 소수는 227, 다음은 347이다.
- 자릿수 제곱합이 제곱수인 32번째 자연수다. 이 성질을 지닌 앞의 수는 244, 다음 수는 269다. (OEIS의 수열 A175396)
  - {\displaystyle 2^{2}+6^{2}+3^{2}=4+36+9=49=7^{2}}
- {\displaystyle 263=43+47+53+59+61}
  - 연속하는 소수(素數) 5개의 합으로 나타낼 수 있으며, 이 성질을 지닌 앞의 수는 243, 다음 수는 287이다.

## 과학
- NGC 263(영어판): 고래자리 방향에 있는 나선은하.

## 교통
- 고속도로 및 국도
  - 유럽 고속도로 263호선(영어판): 에스토니아 탈린에서 루하마(영어판)까지 이어지는 유럽 고속도로.
  - 일본 263번 국도(일본어판): 후쿠오카현 후쿠오카시 조난구에서 사가현 사가시까지 이어지는 일본의 국도.
- 기타 도로
  - 현도 제263호선

## 군사
- U-263(영어판, 독일어판): 제2차 세계 대전에 사용된 나치 독일의 군용 잠수함.

## 문화유산
- 대한민국의 국보 제263호: 백자 청화산수화조문 항아리
- 대한민국의 보물 제263호: 순천 송광사 하사당
- 대한민국의 사적 제263호: 경주 동방동 와요지

## 방송
- 지니 TV의 딜사이트경제TV 채널 번호.
- B tv의 KFN 채널 번호.
- LG헬로비전에서 미국 디스커버리 동물 방송국인 애니멀 플래닛 채널 번호.

## 기타
- 연도: 263년, 기원전 263년
- 짐바브웨의 국제전화 국가번호.